# Giovan Francesco Rustici
Giovan Francesco Rustici (Firenze, 23 maggio 1475 – Tours, 1554) è stato uno scultore italiano.

## Biografie e opere

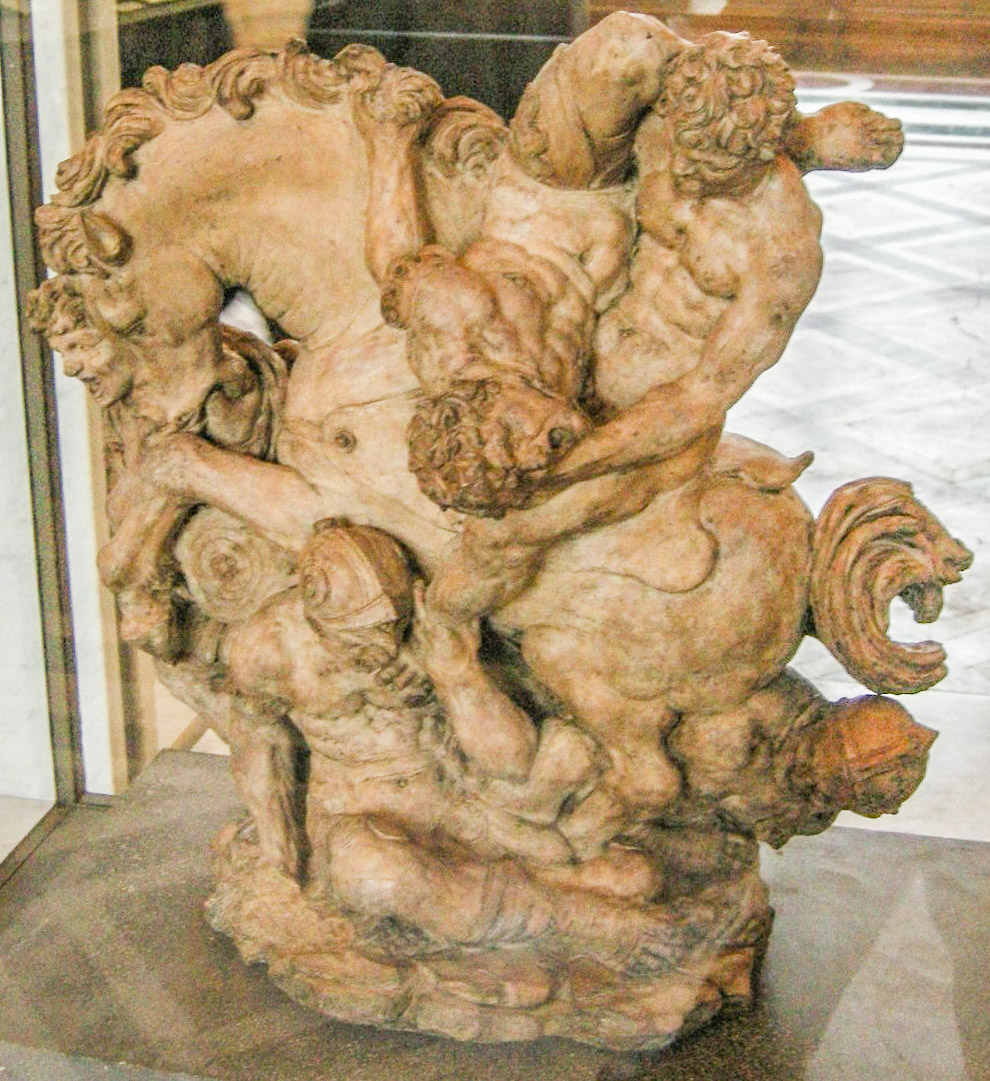
Scena di combattimento (la Battaglia di Anghiari), Louvre

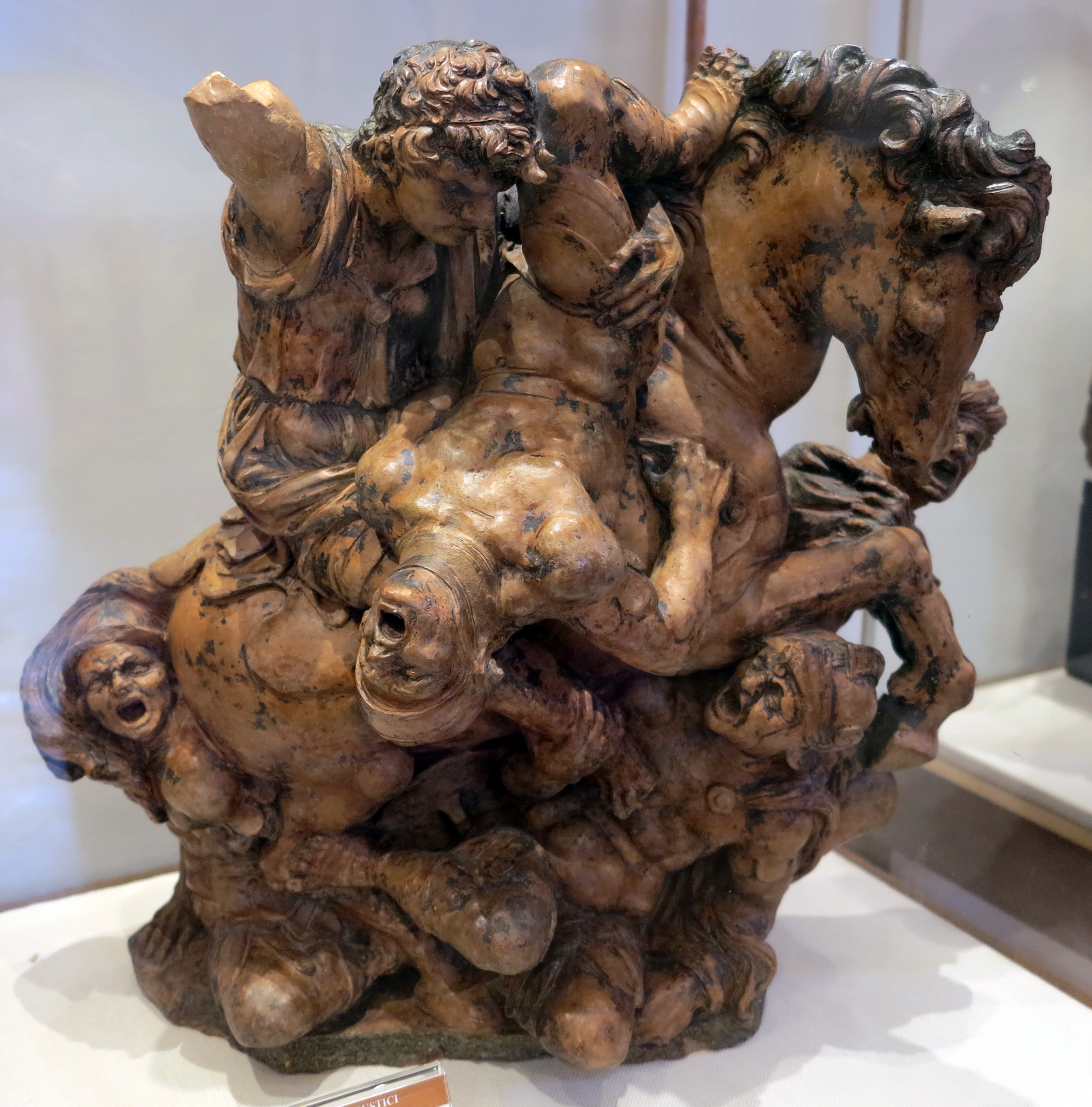
Scena di combattimento (la Battaglia di Anghiari da Leonardo da Vinci), Museo nazionale del Bargello.

Di lui si hanno scarse notizie biografiche e quasi tutte provenienti dalla seconda edizione delle Vite di Giorgio Vasari. Secondo lui il Rustici fu allievo di Verrocchio e risentì l'influsso di Leonardo da Vinci, riscontrato anche dalla critica. Forse un'opera nella quale collaborò è la tomba del Cardinale Forteguerri nel Duomo di Pistoia, mentre, secondo alcuni, è evidente l'influenza leonardesca nel modellato molle e pastoso della Predica del Battista, un gruppo bronzeo che decora l'esterno del Battistero di Firenze completato nel 1509, che forse rivela anche un ascendente michelangiolesco nelle figure muscolose in torsione.
Scarse sono le opere certe, oltre al già citato gruppo del Battista si conoscono:
- Un Busto di Boccaccio nella chiesa dei Santi Jacopo e Filippo a Certaldo (1503)
- I Tondi in terracotta nella Villa Salviati-Turri a Firenze

A partire da alcuni stilemi tipici di queste opere (le dita piatte e squadrate, le chiome a ciocche spioventi, il modellato tenero e quasi "molle") si è risaliti ad una serie di opere che gli vengono attribuite, come:
- La Madonna col Bambino e san Giovannino, Bargello, Firenze
- La Sacra Famiglia, Bargello, Firenze
- Il Noli me tangere, Bargello, Firenze
- Il San Giovannino, Bargello, Firenze
- Quattro gruppi in terracotta ispirati alla Battaglia d'Anghiari di Leonardo da Vinci, due al Bargello, uno a Palazzo Vecchio a Firenze e uno al Louvre di Parigi

Nel 1528 si recò a Parigi presso Francesco I, dove rimase anche dopo la morte del re. A questo periodo, al palazzo di Fontainebleau, dove operavano anche il Rosso Fiorentino e il Primaticcio, gli vengono attribuite queste opere:
- Madonna del Louvre
- Apollo e il Drago, sempre al Louvre
- Varianti di coperchio di vaso in bronzo, attribuite anche a Benvenuto Cellini, a New York, Collezione Goldman.

Baccio Bandinelli fu suo allievo.

## L'Antica Compagnia del Paiolo
Giovan Francesco Rustici fonda nel 1512 L'Antica Compagnia del Paiolo e nel motto “l'arte si fa a cena” è chiaro il proponimento di coniugare cultura e convivialità. Nel 1950 Giuliano Borselli riprende la tradizione di questa storica associazione riportandola ai fasti degli antichi splendori. La compagnia ha avuto come "Paiolanti d'onore" importanti personaggi dell'arte, cultura e della politica quali: Giovanni Spadolini, Pietro Annigoni, Franco Zeffirelli, Mario Luzi, Giorgio La Pira.